# Ferocactus wislizeni

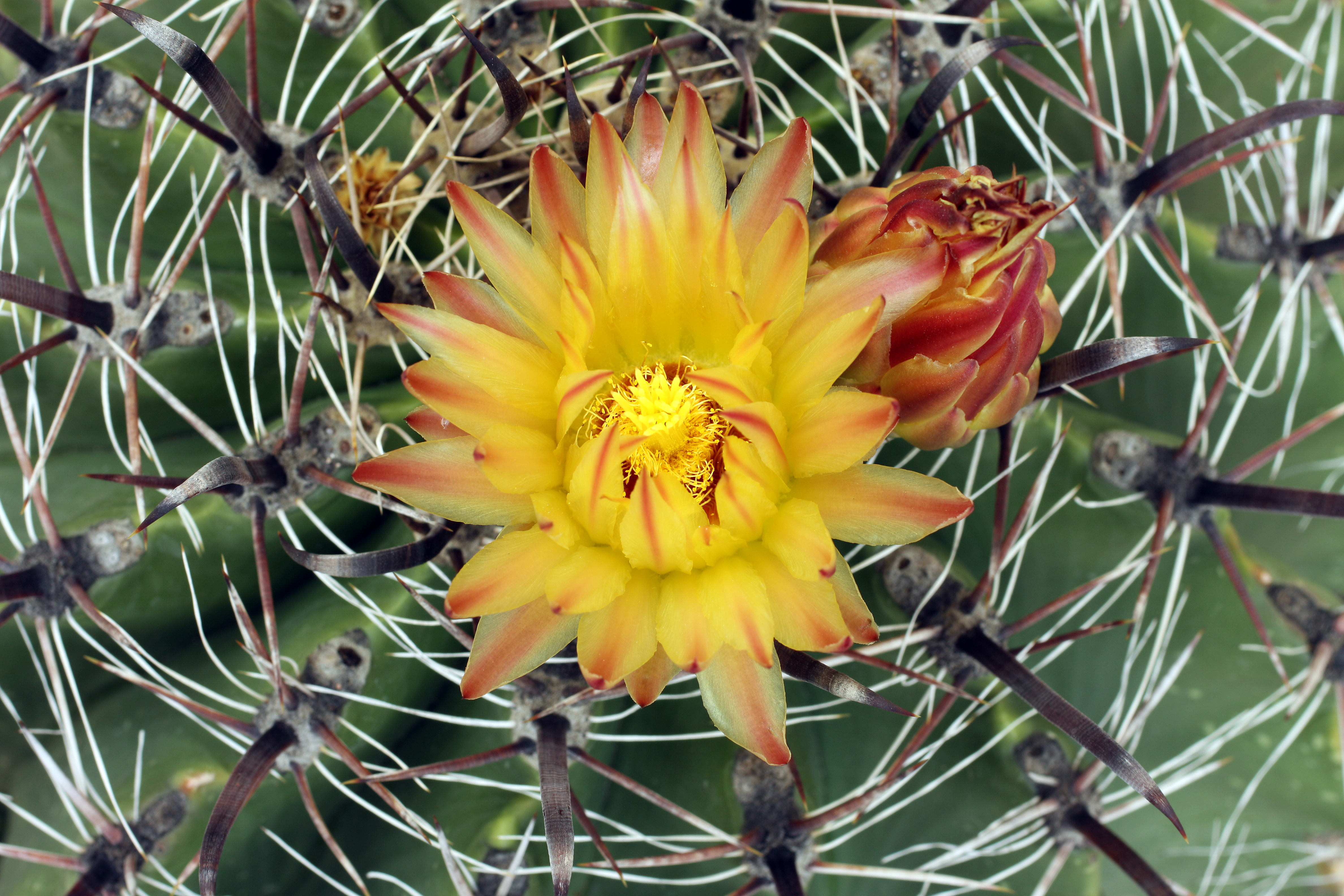
Blüte

Ferocactus wislizeni ist eine Pflanzenart aus der Gattung Ferocactus in der Familie der Kakteengewächse (Cactaceae). Das Artepitheton wislizeni ehrt Friedrich Adolph Wislizenus.

## Beschreibung
Ferocactus wislizeni wächst meist einzeln mit kugel- bis säulenförmigen Trieben und erreicht bei Durchmessern von 80 Zentimetern Wuchshöhen von bis zu 3 Meter. Es sind 20 bis 30 kaum gehöckerte Rippen vorhanden. Die darauf befindlichen Areolen stehen bei jungen Pflanzen weit voneinander entfernt und fließen später fast zusammen. Die daraus entspringenden unterschiedlichen Dornen sind weiß bis rot oder grau. Die vier Mitteldornen stehen über Kreuz, sind quer gebändert und 8 bis 10 Zentimeter lang. Die untersten von ihnen sind am kräftigsten, abgeflacht und häufig hakenförmig gebogen. Die Gestalt der etwa zwölf, 4 bis 5 Zentimeter langen Randdornen variiert von nadelig bis borstenartig.
Die trichterförmigen, gelben bis gelblich orangen bis roten Blüten erreichen eine Länge von 4 bis 5 Zentimeter und weisen ebensolche Durchmesser auf. Die bis zu 5 Zentimeter langen, eiförmigen Früchte sind zur Reifezeit gelb.

## Verbreitung, Systematik und Gefährdung
Ferocactus wislizeni ist in den Vereinigten Staaten in den Bundesstaaten Arizona, New Mexico und Texas sowie in den mexikanischen Bundesstaaten Sonora, Sinaloa und Chihuahua verbreitet.
Die Erstbeschreibung als Echinocactus wislizeni erfolgte 1848 durch George Engelmann. Nathaniel Lord Britton und Joseph Nelson Rose stellten die Art 1922 in die Gattung Ferocactus.
In der Roten Liste gefährdeter Arten der IUCN wird die Art als „Vulnerable (VU)“, d. h. als gefährdet geführt.

## Nachweise